# Danh sách cầu thủ tham dự giải vô địch bóng đá U-17 châu Âu 2009
Dưới đây là danh sách các đội hình tham gia Giải vô địch bóng đá U-17 châu Âu 2009 ở Đức. Cầu thủ được đánh dấu in đậm từng thi đấu cho đội tuyển quốc gia.
Tuổi của cầu thủ được tính đến ngày khởi tranh giải đấu (6 tháng 5 năm 2009).

## Bảng A

### Tây Ban Nha
Huấn luyện viên: Ginés Meléndez

| Số | VT | Cầu thủ         | Ngày sinh (tuổi)            | Trận | Bàn | Câu lạc bộ      |
| -- | -- | --------------- | --------------------------- | ---- | --- | --------------- |
| 1  | TM | Edgar Badia     | 11 tháng 2, 1992 (17 tuổi)  |      |     | Espanyol        |
| 2  | HV | Albert Dalmau   | 16 tháng 3, 1992 (17 tuổi)  |      |     | Barcelona       |
| 3  | HV | Albert Blázquez | 21 tháng 1, 1992 (17 tuổi)  |      |     | Espanyol        |
| 4  | HV | Marc Muniesa    | 27 tháng 3, 1992 (17 tuổi)  |      |     | Barcelona       |
| 5  | HV | Adrià Blanchart | 19 tháng 3, 1992 (17 tuổi)  |      |     | Barcelona       |
| 6  | TV | Koke            | 8 tháng 1, 1992 (17 tuổi)   |      |     | Atlético Madrid |
| 7  | TV | Kevin Lacruz    | 8 tháng 4, 1992 (17 tuổi)   |      |     | Real Zaragoza   |
| 8  | TV | Álex Fernández  | 15 tháng 10, 1992 (16 tuổi) |      |     | Real Madrid     |
| 9  | TĐ | Borja González  | 25 tháng 8, 1992 (16 tuổi)  |      |     | Atlético Madrid |
| 10 | TV | Isco            | 21 tháng 4, 1992 (17 tuổi)  |      |     | Valencia        |
| 11 | TĐ | Pablo Sarabia   | 11 tháng 5, 1992 (16 tuổi)  |      |     | Real Madrid     |
| 12 | HV | Enric Saborit   | 27 tháng 4, 1992 (17 tuổi)  |      |     | Athletic Bilbao |
| 13 | TM | Yeray Gómez     | 10 tháng 6, 1992 (16 tuổi)  |      |     | San Francisco   |
| 14 | HV | Sergi Gómez     | 28 tháng 3, 1992 (17 tuổi)  |      |     | Barcelona       |
| 15 | TĐ | Iker Muniain    | 19 tháng 12, 1992 (16 tuổi) |      |     | Athletic Bilbao |
| 16 | TV | Rubén Pardo     | 22 tháng 10, 1992 (16 tuổi) |      |     | Real Sociedad   |
| 17 | TV | Cifo            | 6 tháng 8, 1992 (16 tuổi)   |      |     | Valencia        |
| 18 | TĐ | Rubén Sobrino   | 16 tháng 2, 1992 (17 tuổi)  |      |     | Real Madrid     |
| 19 | TV | Portu           | 21 tháng 5, 1992 (16 tuổi)  |      |     | Valencia        |

### Pháp
Huấn luyện viên: Philippe Bergeroo
| Số | VT | Cầu thủ              | Ngày sinh (tuổi)           | Trận | Bàn | Câu lạc bộ          |
| -- | -- | -------------------- | -------------------------- | ---- | --- | ------------------- |
| 1  | TM | Zacharie Boucher     | 7 tháng 3, 1992 (17 tuổi)  | 10   | 0   | Le Havre            |
| 2  | HV | Alassane També       | 26 tháng 1, 1992 (17 tuổi) | 12   | 2   | Paris Saint-Germain |
| 3  | HV | Atila Turan          | 10 tháng 4, 1992 (17 tuổi) | 15   | 0   | Grenoble            |
| 4  | HV | Dennis Appiah        | 9 tháng 6, 1992 (16 tuổi)  | 16   | 0   | AS Monaco           |
| 5  | HV | Darnel Situ (c)      | 18 tháng 3, 1992 (17 tuổi) | 15   | 3   | Lens                |
| 6  | HV | Nampalys Mendy       | 23 tháng 6, 1992 (16 tuổi) | 3    | 0   | AS Monaco           |
| 7  | TV | Yeni N'Gbakoto       | 23 tháng 1, 1992 (17 tuổi) | 12   | 3   | Metz                |
| 8  | TV | Alexandre Coeff      | 20 tháng 2, 1992 (17 tuổi) | 15   | 2   | Lens                |
| 9  | TĐ | Benjamin Jeannot     | 22 tháng 1, 1992 (17 tuổi) | 8    | 2   | Nancy               |
| 10 | TĐ | Chris Gadi           | 9 tháng 4, 1992 (17 tuổi)  | 10   | 2   | Marseille           |
| 11 | TV | Mehdi Abeid          | 6 tháng 8, 1992 (16 tuổi)  | 14   | 2   | Lens                |
| 12 | HV | Pierrick Cros        | 17 tháng 3, 1992 (17 tuổi) | 7    | 0   | Saint-Étienne       |
| 13 | HV | Guy Pellet           | 20 tháng 1, 1992 (17 tuổi) | 1    | 0   | Saint-Étienne       |
| 14 | TV | Arnaud Souquet       | 12 tháng 2, 1992 (17 tuổi) | 13   | 2   | Lille               |
| 15 | TV | Christopher Missilou | 18 tháng 7, 1992 (16 tuổi) | 11   | 0   | Auxerre             |
| 16 | TM | Mehdi Taïeb          | 2 tháng 2, 1992 (17 tuổi)  | 1    | 0   | Châteauroux         |
| 17 | TĐ | Jimmy Kamghain       | 3 tháng 7, 1992 (16 tuổi)  | 7    | 3   | Paris Saint-Germain |
| 18 | TĐ | Ishak Belfodil       | 12 tháng 1, 1992 (17 tuổi) | 1    | 0   | Lyon                |
| 19 | TĐ | Idriss Saadi         | 8 tháng 2, 1992 (17 tuổi)  | 5    | 3   | Saint-Étienne       |

### Ý
Huấn luyện viên: Pasquale Salerno

| Số | VT | Cầu thủ             | Ngày sinh (tuổi)            | Trận | Bàn | Câu lạc bộ     |
| -- | -- | ------------------- | --------------------------- | ---- | --- | -------------- |
| 1  | TM | Mattia Perin        | 10 tháng 11, 1992 (16 tuổi) |      |     | Genoa          |
| 2  | TĐ | Francesco Finocchio | 30 tháng 4, 1992 (17 tuổi)  |      |     | Parma          |
| 3  | HV | Stefano Baraldo     | 25 tháng 1, 1992 (17 tuổi)  | 6    | 0   | Piacenza       |
| 4  | HV | Alessio Campoli     | 17 tháng 1, 1992 (17 tuổi)  |      |     | Lazio          |
| 5  | HV | Simone Benedetti    | 3 tháng 4, 1992 (17 tuổi)   |      |     | Torino         |
| 6  | HV | Vincenzo Camilleri  | 5 tháng 5, 1992 (17 tuổi)   |      |     | Reggina        |
| 7  | HV | Simone Sini         | 9 tháng 4, 1992 (17 tuổi)   |      |     | Roma           |
| 8  | TV | Marco Ezio Fossati  | 5 tháng 10, 1992 (16 tuổi)  |      |     | Internazionale |
| 9  | TV | Alessandro De Vitis | 15 tháng 2, 1992 (17 tuổi)  |      |     | Fiorentina     |
| 10 | TV | Stephan El Shaarawy | 27 tháng 10, 1992 (16 tuổi) |      |     | Genoa          |
| 11 | TĐ | Simone Dell'Agnello | 12 tháng 4, 1992 (17 tuổi)  |      |     | Internazionale |
| 12 | TM | Francesco Bardi     | 18 tháng 1, 1992 (17 tuổi)  |      |     | Livorno        |
| 13 | TV | Felice Natalino     | 24 tháng 3, 1992 (17 tuổi)  |      |     | Internazionale |
| 14 | HV | Michele Camporese   | 19 tháng 5, 1992 (16 tuổi)  |      |     | Fiorentina     |
| 15 | TĐ | Giacomo Beretta     | 14 tháng 3, 1992 (17 tuổi)  |      |     | AlbinoLeffe    |
| 16 | TV | Leonardo Bianchi    | 18 tháng 1, 1992 (17 tuổi)  | 7    | 0   | Empoli         |
| 17 | TĐ | Alberto Libertazzi  | 1 tháng 1, 1992 (17 tuổi)   |      |     | Juventus       |
| 18 | TV | Lorenzo Crisetig    | 20 tháng 1, 1993 (16 tuổi)  |      |     | Internazionale |

### Thụy Sĩ
Huấn luyện viên: Dany Ryser

| Số | VT | Cầu thủ            | Ngày sinh (tuổi)            | Trận | Bàn | Câu lạc bộ      |
| -- | -- | ------------------ | --------------------------- | ---- | --- | --------------- |
| 1  | TM | Benjamin Siegrist  | 31 tháng 1, 1992 (17 tuổi)  |      |     | Aston Villa     |
| 2  | HV | André Gonçalves    | 23 tháng 1, 1992 (17 tuổi)  |      |     | Zürich          |
| 3  | TV | Janick Kamber      | 26 tháng 2, 1992 (17 tuổi)  |      |     | Basel           |
| 4  | HV | Charyl Chappuis    | 12 tháng 1, 1992 (17 tuổi)  |      |     | Grasshopper     |
| 5  | HV | Freddie Veseli     | 20 tháng 11, 1992 (16 tuổi) |      |     | Manchester City |
| 6  | TV | Kofi Nimeley       | 11 tháng 12, 1992 (16 tuổi) |      |     | Basel           |
| 7  | TĐ | Roman Buess        | 21 tháng 9, 1992 (16 tuổi)  |      |     | Basel           |
| 8  | TV | Oliver Buff        | 3 tháng 8, 1992 (16 tuổi)   |      |     | Zürich          |
| 9  | TĐ | Haris Seferović    | 22 tháng 2, 1992 (17 tuổi)  |      |     | Grasshopper     |
| 10 | TĐ | Nassim Ben Khalifa | 13 tháng 1, 1992 (17 tuổi)  |      |     | Grasshopper     |
| 11 | TV | Granit Xhaka       | 27 tháng 9, 1992 (16 tuổi)  |      |     | Basel           |
| 12 | TM | Raphael Spiegel    | 19 tháng 12, 1992 (16 tuổi) |      |     | Grasshopper     |
| 13 | HV | Bruno Martignoni   | 13 tháng 12, 1992 (16 tuổi) |      |     | Locarno         |
| 14 | TV | Nico Zwimpfer      | 6 tháng 7, 1993 (15 tuổi)   |      |     | Basel           |
| 15 | TV | Maik Nakić         | 17 tháng 1, 1992 (17 tuổi)  |      |     | Sion            |
| 16 | TĐ | Matteo Tosetti     | 15 tháng 2, 1992 (17 tuổi)  |      |     | Locarno         |
| 17 | TV | Guy Roger Eschmann | 10 tháng 6, 1992 (16 tuổi)  |      |     | Neuchâtel Xamax |
| 19 | TĐ | Igor Mijatović     | 21 tháng 11, 1992 (16 tuổi) |      |     | Bellinzona      |

## Bảng B

### Anh
Huấn luyện viên: John Peacock

| Số | VT | Cầu thủ              | Ngày sinh (tuổi)            | Trận | Bàn | Câu lạc bộ           |
| -- | -- | -------------------- | --------------------------- | ---- | --- | -------------------- |
| 1  | TM | Jed Steer            | 23 tháng 9, 1992 (16 tuổi)  |      |     | Norwich City         |
| 2  | HV | James Hurst          | 31 tháng 1, 1992 (17 tuổi)  |      |     | Portsmouth           |
| 3  | HV | Luke Garbutt         | 21 tháng 5, 1993 (15 tuổi)  |      |     | Leeds United         |
| 4  | TV | Gary Gardner         | 29 tháng 6, 1992 (16 tuổi)  |      |     | Aston Villa          |
| 5  | HV | Louis Laing          | 6 tháng 3, 1993 (16 tuổi)   |      |     | Sunderland           |
| 6  | HV | Tom Parkes           | 15 tháng 1, 1992 (17 tuổi)  |      |     | Leicester City       |
| 7  | TV | Jonjo Shelvey        | 22 tháng 2, 1992 (17 tuổi)  |      |     | Charlton Athletic    |
| 8  | TV | John Bostock         | 15 tháng 1, 1992 (17 tuổi)  |      |     | Tottenham Hotspur    |
| 9  | TĐ | Jose Baxter          | 7 tháng 2, 1992 (17 tuổi)   |      |     | Everton              |
| 10 | TV | Jack Wilshere        | 1 tháng 1, 1992 (17 tuổi)   |      |     | Arsenal              |
| 11 | TĐ | Benik Afobe          | 12 tháng 2, 1993 (16 tuổi)  |      |     | Arsenal              |
| 12 | TĐ | Luke Freeman         | 23 tháng 3, 1992 (17 tuổi)  |      |     | Arsenal              |
| 13 | TM | Sam Johnstone        | 25 tháng 3, 1993 (16 tuổi)  |      |     | Manchester United    |
| 14 | TV | Ryan Tunnicliffe     | 30 tháng 12, 1992 (16 tuổi) |      |     | Manchester United    |
| 15 | HV | Eddie Oshodi         | 14 tháng 1, 1992 (17 tuổi)  |      |     | Watford              |
| 16 | TĐ | Lateef Elford-Alliyu | 1 tháng 6, 1992 (16 tuổi)   |      |     | West Bromwich Albion |
| 17 | TĐ | Jacob Walcott        | 29 tháng 6, 1992 (16 tuổi)  |      |     | Reading              |
| 18 | HV | Sam Habergham        | 29 tháng 2, 1992 (17 tuổi)  |      |     | Norwich City         |

### Đức
Huấn luyện viên: Marco Pezzaiuoli

| Số | VT | Cầu thủ                 | Ngày sinh (tuổi)            | Trận | Bàn | Câu lạc bộ               |
| -- | -- | ----------------------- | --------------------------- | ---- | --- | ------------------------ |
| 1  | TM | Marc-André ter Stegen   | 30 tháng 4, 1992 (17 tuổi)  |      |     | Borussia Mönchengladbach |
| 2  | HV | Bienvenue Basala-Mazana | 2 tháng 1, 1992 (17 tuổi)   |      |     | 1. FC Köln               |
| 3  | HV | Marvin Plattenhardt     | 26 tháng 1, 1992 (17 tuổi)  |      |     | 1. FC Nürnberg           |
| 4  | HV | Robert Labus            | 10 tháng 10, 1992 (16 tuổi) |      |     | Hamburger SV             |
| 5  | HV | Shkodran Mustafi        | 17 tháng 4, 1992 (17 tuổi)  |      |     | Everton                  |
| 6  | HV | Gerrit Nauber           | 13 tháng 4, 1992 (17 tuổi)  |      |     | Bayer Leverkusen         |
| 7  | TV | Christopher Buchtmann   | 25 tháng 4, 1992 (17 tuổi)  |      |     | Liverpool                |
| 8  | TV | Reinhold Yabo           | 10 tháng 2, 1992 (17 tuổi)  |      |     | 1. FC Köln               |
| 9  | TĐ | Lennart Thy             | 25 tháng 2, 1992 (17 tuổi)  |      |     | Werder Bremen            |
| 10 | TV | Mario Götze             | 3 tháng 6, 1992 (16 tuổi)   |      |     | Borussia Dortmund        |
| 11 | TĐ | Abu-Bakarr Kargbo       | 21 tháng 12, 1992 (16 tuổi) |      |     | Hertha BSC               |
| 12 | TM | Bernd Leno              | 4 tháng 3, 1992 (17 tuổi)   |      |     | VfB Stuttgart            |
| 13 | HV | Niko Opper              | 4 tháng 2, 1992 (17 tuổi)   |      |     | Bayer Leverkusen         |
| 14 | TV | Yunus Mallı             | 24 tháng 2, 1992 (17 tuổi)  |      |     | Borussia Mönchengladbach |
| 17 | TV | Manuel Janzer           | 7 tháng 3, 1992 (17 tuổi)   |      |     | VfB Stuttgart            |
| 18 | TV | Matthias Zimmermann     | 16 tháng 6, 1992 (16 tuổi)  |      |     | Karlsruher SC            |
| 19 | TV | Florian Trinks          | 11 tháng 3, 1992 (17 tuổi)  |      |     | Werder Bremen            |
| 20 | TĐ | Kevin Scheidhauer       | 13 tháng 2, 1992 (17 tuổi)  |      |     | Vfl Wolfsburg            |

### Hà Lan
Huấn luyện viên: Albert Stuivenberg

| Số | VT | Cầu thủ              | Ngày sinh (tuổi)           | Trận | Bàn | Câu lạc bộ         |
| -- | -- | -------------------- | -------------------------- | ---- | --- | ------------------ |
| 1  | TM | Patrick ter Mate     | 17 tháng 2, 1992 (17 tuổi) |      |     | Vitesse            |
| 2  | HV | Ruben Ligeon         | 24 tháng 5, 1992 (16 tuổi) |      |     | Ajax               |
| 3  | HV | Stefan de Vrij       | 5 tháng 2, 1992 (17 tuổi)  |      |     | Feyenoord          |
| 4  | HV | Dico Koppers         | 31 tháng 1, 1992 (17 tuổi) |      |     | Ajax               |
| 5  | HV | Martijn de Vries     | 28 tháng 3, 1992 (17 tuổi) |      |     | Excelsior          |
| 6  | TV | Jerry van Ewijk      | 12 tháng 3, 1992 (17 tuổi) |      |     | PSV                |
| 7  | TĐ | Shabir Isoufi        | 9 tháng 3, 1992 (17 tuổi)  |      |     | Feyenoord          |
| 8  | TV | Osama Rashid         | 17 tháng 1, 1992 (17 tuổi) |      |     | Feyenoord          |
| 9  | TĐ | Luc Castaignos       | 27 tháng 9, 1992 (16 tuổi) |      |     | Feyenoord          |
| 10 | TV | Oğuzhan Özyakup      | 23 tháng 9, 1992 (16 tuổi) |      |     | Arsenal            |
| 11 | TĐ | Nygel Velder         | 23 tháng 1, 1992 (17 tuổi) |      |     | Feyenoord          |
| 12 | HV | Joël Veltman         | 15 tháng 1, 1992 (17 tuổi) |      |     | Ajax               |
| 13 | TĐ | Rangelo Janga        | 16 tháng 4, 1992 (17 tuổi) |      |     | Excelsior          |
| 14 | HV | Mohamed Madmar       | 26 tháng 4, 1992 (17 tuổi) |      |     | AZ                 |
| 15 | TĐ | Bob Schepers         | 30 tháng 3, 1992 (17 tuổi) |      |     | Cambuur Leeuwarden |
| 16 | TM | Warner Hahn          | 15 tháng 6, 1992 (16 tuổi) |      |     | Ajax               |
| 17 | HV | Mats van Huijgevoort | 16 tháng 1, 1993 (16 tuổi) |      |     | Feyenoord          |
| 18 | TV | Ryan Bouwmeester     | 25 tháng 2, 1992 (17 tuổi) |      |     | Feyenoord          |

### Thổ Nhĩ Kỳ
Huấn luyện viên: Abdullah Ercan

| Số | VT | Cầu thủ             | Ngày sinh (tuổi)           | Trận | Bàn | Câu lạc bộ      |
| -- | -- | ------------------- | -------------------------- | ---- | --- | --------------- |
| 1  | TM | Deniz Mehmet        | 19 tháng 9, 1992 (16 tuổi) |      |     | West Ham United |
| 2  | HV | Okan Alkan          | 1 tháng 10, 1992 (16 tuổi) |      |     | Fenerbahçe      |
| 3  | HV | Nurettin Kayaoğlu   | 8 tháng 1, 1992 (17 tuổi)  |      |     | Schalke 04      |
| 4  | HV | Oğulcan Gökçe       | 15 tháng 1, 1992 (17 tuổi) |      |     | Altay Izmir     |
| 5  | HV | Furkan Şeker        | 17 tháng 3, 1992 (17 tuổi) |      |     | Beşiktaş        |
| 6  | TV | Orhan Gülle         | 15 tháng 1, 1992 (17 tuổi) |      |     | Beşiktaş        |
| 7  | TV | Berkin Kamil Arslan | 3 tháng 2, 1992 (17 tuổi)  |      |     | Galatasaray     |
| 8  | TĐ | Deniz Herber        | 5 tháng 3, 1992 (17 tuổi)  |      |     | FC St. Pauli    |
| 9  | TĐ | Muhammet Demir      | 10 tháng 1, 1992 (17 tuổi) |      |     | Bursaspor       |
| 10 | TĐ | Gökhan Töre         | 20 tháng 1, 1992 (17 tuổi) |      |     | Chelsea         |
| 11 | TV | Hasan Ahmet Sari    | 21 tháng 1, 1992 (17 tuổi) |      |     | Trabzonspor     |
| 12 | TM | Sercan Hacıoğlu     | 22 tháng 1, 1992 (17 tuổi) |      |     | Beşiktaş        |
| 13 | HV | Barış Yardımcı      | 14 tháng 8, 1992 (16 tuổi) |      |     | Fenerbahçe      |
| 14 | TV | Engin Bekdemir      | 17 tháng 2, 1992 (17 tuổi) |      |     | PSV             |
| 15 | TV | Sezer Özmen         | 7 tháng 7, 1992 (16 tuổi)  |      |     | Beşiktaş        |
| 16 | TV | Ömer Ali Şahiner    | 2 tháng 1, 1992 (17 tuổi)  |      |     | Konya Şekerspor |
| 17 | TV | Onur Karakabak      | 8 tháng 4, 1992 (17 tuổi)  |      |     | Sakaryaspor     |
| 18 | TV | Kamil Ahmet Çörekçi | 1 tháng 2, 1992 (17 tuổi)  |      |     | Millwall        |

Bản mẫu:European Under-16/17 Football Championship